# Georges Térof
Louis Émile Georges Lempereur dit Georges Térof o Térof(11è districte de París, 18 d’agost de 1874- Niça, 11 de gener de 1949), és un actor de teatre i de cinema francès.

## Biografia
A banda dels papers que va interpretar tant al teatre com al cinema, poc sabem de la vida de Georges Térof excepte que va començar el 1893 amb 19 anys a théâtre Déjazet després que va estar promès des del 1908. fins al 1913 al Théâtre de l'Athénée, on va actuar en obres de Georges Feydeau, Tristan Bernard o Francis de Croisset, en particular durant la creació de  Arsène Lupin l’octubre de 1908. Va aparèixer per primera vegada a les pantalles el maig de 1913 i estarà present en una quarantena de pel·lícules fins al 1944.
La Primera Guerra Mundial va interrompre la carrera de Térof tant al teatre com al cinema. No es reprèn fins després de la fi del conflicte ni a París sinó a Niça on s'ha instal·lat amb la seva dona i on, a partir d'ara, faran gira i actuaran a l'escenari. El novembre de 1921, també esdevingué vicepresident de l'Union des Artistes Cinématographiques de Nice, que confirma que ja estava ben establert a la regií en aquell moment.
Casat el gener de 1901 amb l’acteriu còmica Henriette Clairval, també coneguda com Clairval-Térof, treballarà amb ella en mitja dotzena de pel·lícules. Gran esportista en la seva joventut, Térof es va distingir especialment en la cursa de bicicletes.
Georges Térof va morir a Niça tot just cinc anys després de l'estrena de la seva darrera pel·lícula Béatrice avant le Désir de Jean de Marguenat als 74 anys.

## Teatre
- 1895 : Un Carnaval d'auvergnats, opereta en 1 acte d'Émile Max i Eugène Leclerc, música d'Auguste Gutello,[9] al théâtre de Montargis (6 de gener)
- 1896 : Le Troupier qui suit les bonnes, vodevil en 3 actes de Clairville, Pol Mercier i Léon Morand, al théâtre Déjazet (octubre) : Albinos[10]
- 1896 : Paris pour le Tsar, revista de Jules Oudot i Henry de Gorsse, al théâtre Déjazet (desembre) : Cabochon / Coquelin[11]
- 1897 : Une Fille encombrante, comèdia bufa en 2 actes d'Albert Guimbourg, al théâtre Déjazet (3 de febrer) : Lucien[12]
- 1897 : Les Locataires de M. Blondeau, vodevil en 5 actes d'Henri Chivot, al théâtre Déjazet (10 abril) : Tancrède[13]
- 1897 : Une Paire de bottes, vodevil en 1 acte d'Henri Chivot, al théâtre Déjazet (10 abril) : Clampin[14]
- 1897 : Les Femmes de Paul de Koch, vodevil fantàstic en 5 actes i 9 tableaux, de Léon i Frantz Beauvallet, al théâtre Déjazet (8 maig) : le Tourlourou / Nicolas Toupet[15]
- 1897 : La Voleuse d'enfants, drame en 5 actes i 6 tableaux d'Eugène Grangé i Lambert Thiboust, al théâtre de la République : Bob[16]
- 1897 : La Noce de Grivolet, vodevil-opereta en 3 actes d'Henri Kéroul i Charles Raymond, música de Marius Carman, segons Don Carlos de Schiller, al théâtre Déjazet (octobre) : Dardillon
- 1897 : P'tit gars, drama en 5 actes i 8 tableaux de Fernand Meynet i Marie Geffroy, al théâtre de la République (25 novembre) : le gendarme Bigoudis
- 1898 : Les Girouettes, comèdia bufa en 3 actes de Jules Lecoq i Georges Mathieu, al théâtre Déjazet (31 maig) : Jean
- 1898 : Mam'zelle Paris, vodevil en 1 acte de Léon Miral, al théâtre Déjazet (19 octubre) : Musardon
- 1898 : A qui l'enfant ?, peça en 3 actes de Léon Miral i Louis Nicarl, al théâtre Déjazet (19 octobre) : Adolphe
- 1898 : La Turlutaine de Marjolin, vodevil en 3 actes de Maurice Soulié i Charles Darantière, al théâtre Déjazet (30 novembre) : Pinchard
- 1899 : L'Oncle d'Adolphe, vodevil en 1 acte de Victor Gréhon i Pierre Monville, al théâtre Déjazet (31 gener) : Plombinel[17]
- 1900 : Le Courrier de Lyon, drame en 5 actes et 7 tableaux d'Eugène Moreau, Paul Siraudin i Alfred Delacour, al théâtre des Folies-Dramatiques (15 novembre) : Fouinard
- 1901 : Amour aveugle, comèdia en 5 actes en vers d'Albert Darmont, al théâtre des Folies-Dramatiques (11 gener) : Arsène
- 1901 : Le Bossu, drama en 5 actes et 12 tableaux de Paul Féval i Anicet Bourgeois, al théâtre des Folies-Dramatiques (25 gener) : Passepoil[18]
- 1901 : L'Auréole, comèdia en 5 actes de Jules Chancel i Henry de Gorsse, al théâtre de l'Athénée (21 novembre) : un actionnaire
- 1902 : Famille-Sans-Nom, drama en gran espectdacle en 5 actes, 1 prologue et 8 tableaux de Théo Bergerat, segons el conte de Jules Verne, al théâtre du Château-d'Eau (29 març) : Thomas Harcher
- 1908 : Le Boute-en-train, comèdia-vodevil en 3 actes d'Alfred Athis, al théâtre de l'Athénée (30 gener) : le substitut Pomarel[19]
- 1908 : La Conquête des fleurs, comèdia fantasista en 3 actes de Gustave Grillet, al théâtre de l'Athénée (10 maig) : l'esclave
- 1908 : Le Chant du cygne, comèdia en 3 actes de Georges Duval i Xavier Roux, al théâtre de l'Athénée (29 maig) : Dominique[20]
- 1908 : Arsène Lupin, peça en 4 actes de Francis de Croisset i de Maurice Leblanc, al théâtre de l'Athénée (28 octobre) : Firmin, le garde-chasse
- 1908 : Gaby se marie, peça de caràcter en 1 acte de Maurice de Faramond, al théâtre de l'Athénée (2 novembre) : Davincourt
- 1909 : Le Greluchon, comèdia en 4 actes de Maurice Sergine, al théâtre de l'Athénée (17 març) : Joseph, le valet de chambre[21]
- 1909 : La Cornette, comèdia en 3 actes de Jeanne et Paul Ferrier, al théâtre de l'Athénée (8 octobre) : le docteur Barentin[22]
- 1909 : Un Mariage à Londres, comèdia en 1 acte de Louis Forest, al théâtre de l'Athénée (octobre) : Jackson
- 1909 : Page blanche, comèdia en 4 actes de Gaston Devore, al théâtre de l'Athénée (5 novembre) : le colonel
- 1910 : Les Bleus de l'Amour, comèdia en 3 actes de Romain Coolus, al théâtre de l'Athénée (6 desembre) : le président Brunin[23]
- 1911 : L'Incident du 7 avril, comèdia en 1 acte de Tristan Bernard, al théâtre de l'Athénée (20 maig) : Messadié
- 1911 : M. Pickwick, comèdia burlesca en 5 actes de Georges Duval i Robert Charvay, segons el conte de Dickens, al théâtre de l'Athénée (21 setembre) : Fogg[24]
- 1912 : Le Diable ermite, comèdia en 4 actes de Lucien Besnard, al théâtre de l'Athénée (15 novembre) : le garçon de bar
- 1913 : La Main mystérieuse, comèdia d'aventures en 3 actes de Fred Amy i Jean Marsèle, al théâtre de l'Athénée (9 gener) : William
- 1913 : La Semaine folle, comèdia en 4 actes d'Abel Hermant, al théâtre de l'Athénée (28 març) : Cyril
- 1913 : Le Bourgeon, comèdia en 3 actes de Georges Feydeau, al théâtre de l'Athénée (juny) : Luc / l'abbé Bourset
- 1913 : Paraphe 1er, comèdia en 3 actes de Louis Bénière, al théâtre Fémina (22 novembre) : Saint-Alban
- 1913 : Triplepatte, comèdia en 5 actes de Tristan Bernard i André Godfernaux, al théâtre de l'Athénée (30 novembre) : le marquis d'Avry
- 1914 : Madame Flirt, comèdia en 4 actes de Paul Gavault i Georges Berr, al théâtre Fémina (4 març) : La Tourette
- 1914 : Pétard, peça en 3 actes d'Henri Lavedan, al théâtre du Gymnase (maig) : l'instituteur[25]
- 1914 : Le Zèbre, vodevil en 3 actes de Paul Armont i Nicolas Nancey, au théâtre de la Renaissance, (28 juliol) : François
- 1915 : La Kommandantur, peça en 3 actes de Jean-François Fonson, al théâtre du Gymnase (28 abril) : Durand[26]
- 1923 : Les Romanesques, comèdia en 3 actes en vers d'Edmond Rostand, al théâtre de Verdure de Niça (agost) : Pasquinot[27]
- 1924 : La Présidente, comèdia en 3 actes de Maurice Hennequin i Pierre Veber, al nou Casino de Niça (gener) : le président Tricointe[28]

## Filmografia[29]
- 1912 : Le Bossu, curtmetratge d'André Heuzé : Passepoil[note 3]
- 1922 : Le Sang des Finoël, de Georges Monca i Rose Pansini
- 1923 : La Roue, d'Abel Gance : Machefer
- 1923 : Vindicta, de Louis Feuillade
- 1923 : La Cabane d'amour, de Juliette Bruno-Ruby : Antonio
- 1924 : La Nuit d'un vendredi 13, de Gennaro Dini
- 1924 : L'Énigme du Mont Agel, d'Alfred Machin
- 1924 : Credo ou la Tragédie de Lourdes, de Julien Duvivier
- 1924 : Le Secret d'Alta Rocca, d'André Liabel : Antoine
- 1924 : Les Héritiers de l'oncle James / Les Millions de l'oncle James, d'Alfred Machin et Henry Wulschleger : le cousin Joris
- 1924 : Catherine ou Une vie sans joie, de Jean Renoir i Albert Dieudonné : Gédéon Grave[30]
- 1925 : La Fille de l'eau, de Jean Renoir : Monsieur Raynal[31]
- 1925 : Monte-Carlo, de Louis Mercanton : le secrétaire Wilson[32]
- 1925 : La Neuvaine de Colette, de Georges Champavert : Jacques de Collonges
- 1926 : Feu Mathias Pascal, de Marcel L'Herbier : l'amoureux du 12[33]
- 1926 : La Bonne Hôtesse / A la Bonne Hôtesse, de Juliette Bruno-Ruby : le Rat[34]
- 1927 : Le Manoir de la peur d'Alfred Machin i Henry Wulschleger : le maire
- 1927 : Lucile, de Georges Monca : le père Jeanvoine
- 1928 : Confetti, de Graham Cutts : le marchand de confetti
- 1928 : Morgane la sirène, de Léonce Perret
- 1928 : Le Système D. Dé, de Jean Mugeli i Marcel Ollier
- 1931 : Laurette ou le Cachet rouge, de Jacques de Casembroot
- 1932 : La Nuit du carrefour, de Jean Renoir : l'inspecteur Lucas
- 1932 : Clair de lune, d'Henri Diamant-Berger : un marin
- 1932 : Quand tu nous tiens, amour, de Maurice Cammage
- 1932 : Par habitude, de Maurice Cammage : Roussel
- 1933 : Colomba, de Jacques Séverac : le préfet
- 1933 : Le Chemin du bonheur, de Jean Mamy
- 1933 : La Dernière Nuit, de Jacques de Casembroot
- 1933 : Baledon, d'Auguste Maïcon [no distribuïda][35]
- 1934 : Les Nuits moscovites, d'Alexis Granowsky : le premier ordonnance
- 1934 : L'Oncle de Pékin, de Jacques Darmont : Séraphin
- 1935 : Le Mystère Imberger, de Jacques Séverac
- 1937 : Les Réprouvés, de Jacques Séverac : un colon
- 1937 : Les Hommes sans nom, de Jean Vallée
- 1937 : Naples au baiser de feu, d'Augusto Genina : le vendeur
- 1939 : Raphaël le tatoué, de Christian-Jacque : Sisque
- 1940 : Tobie est un ange, d'Yves Allégret[note 4]
- 1940 : Paradis perdu, d'Abel Gance : Louis
- 1941 : Vénus aveugle, d'Abel Gance : un ami
- 1942 : Macao, l'enfer du jeu / L'Enfer du jeu, de Jean Delannoy : le général Lin-Tse
- 1944 : Béatrice devant le désir, de Jean de Marguenat : Machonneau